# Helen Parkhurst

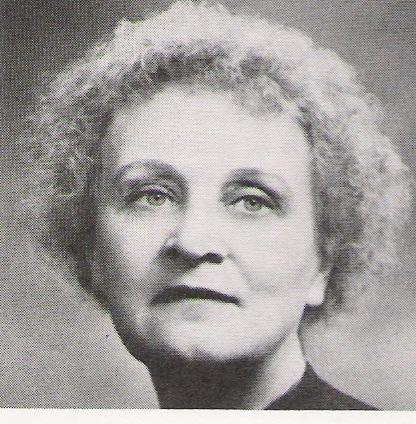
Helen Parkhurst

Helen Parkhurst (* 8. März 1886 bei Durand in Wisconsin; † 1. Juni 1973 in New Milford, Connecticut) war eine US-amerikanische Reformpädagogin. Sie wirkte als Erzieherin, Autorin und Lektorin. Sie war die Begründerin der Dalton-Pädagogik und Gründerin der Dalton-Schule.
Parkhurst orientierte sich am Entwicklungspsychologen Jean Piaget und Bildungsreformern wie John Dewey und Horace Mann und entwickelte eine progressive Bildungsphilosophie, die die Entwicklung des „ganzen Kindes“ betonte.

## Ausbildung
Von 1905 bis 1907 absolvierte sie ihre Lehrerausbildung am Wisconsin State Teachers College, die sie später an den Universitäten von Rom und München fortsetzte. Bis 1913 arbeitete sie als Grundschullehrerin und wurde im Anschluss zur Direktorin der grundschuldidaktischen Abteilung des Wisconsin State Teachers College ernannt. Während einer Beurlaubung kurz nach ihrem Amtsantritt absolvierte sie in Rom bei Maria Montessori einen Trainingskurs zur Montessori-Pädagogik, der in einer intensiven Zusammenarbeit zwischen beiden Reformpädagoginnen mündete. 1943 wurde ihr von der Yale-Universität der Titel Master of Arts (M.A.) verliehen.
Sie unterrichtete kurz in Wisconsin, zog 1909 nach Tacoma, Washington und kehrte von 1913 bis 1915 als Leiterin der Abteilung für die Ausbildung von Grundschullehrern an der Stevens Point Normal School nach Wisconsin zurück. Eine Zeit lang war Parkhurst Leiterin aller Montessori-Schulen in den Vereinigten Staaten.

## Karriere
Im Jahr 1920 gewann sie eine Schülerin, als die College-Gründerin Belle Rennie aus Großbritannien zu Besuch kam. Rennie wurde zu einer Evangelistin für diesen Ansatz und gründete die Dalton Association in Großbritannien.
Nach weiterer Arbeit mit Montessori in Rom, schrieb Parkhurst mehrere Bücher wie Education on the Dalton Plan (1922), Work Rhythms in Education (1935), Exploring the Child's World (1951), Growing Pains (1962) und Undertow (1963) und hatte ihre eigenen nationalen Radio- und Fernsehprogramme. Parkhurst moderierte auch ein Kinderbildungsprogramm im ABC Radio Network in New York City. 1932 veröffentlichte Belle Rennie zusammen mit dem britischen Bildungspsychologen Charles William Kimmins The Triumph of the Dalton Plan.
Parkhurst erhielt 1948 einen Radio- und Fernsehkritikerpreis und 1949 den Preis der 13. American Exhibition of Educational Radio Programs.
Parkhurst Buch Education on the Dalton Plan wurde in 58 Sprachen veröffentlicht. Parkhurst wurde zu einer der besten 100 Pädagogen aller Zeiten ernannt. Parkhurst wurde von der Königin von Italien, der Kaiserin von Japan und der Königin der Niederlande ausgezeichnet. Maria Montessori fasste Parkhursts Karriere am besten mit den Worten zusammen: „Ihre intelligente Tätigkeit ist wahrhaftig selten und wertvoll.“ Eleanor Roosevelt bewunderte Parkhursts Arbeit sehr und spielte eine bedeutende Rolle bei der Erweiterung der Schülerzahl und der Ressourcen ihrer Schule.

## Zitat
„Ich bin der Meinung, daß der Einfluß des Gespräches eines Lehrers mit einem einzelnen Kind über jedes gewöhnliche Schulfach viel stärker ist, als was in einer Klassenstunde gesagt wird. Die älteren von uns hören häufig Predigten oder Vorträge, die uns anspornen, und wenn wir anschließend über Punkte mit dem Prediger oder dem Lektor sprechen dürfen, ist die Wirkung viel nachdrücklicher und dauerhafter. Doch wie viele Klassenstunden müssen sich Kinder anhören, die langweilig und nutzlos sind, oder andere, in denen sie nicht genug Interesse aufbringen, um eine Frage zu stellen? Wenn wir Klassenunterricht und Einzelarbeit an den passenden Stellen einsetzen, werden sich die besten Resultate einstellen.“

## Vermächtnis
Parkhursts Einfluss hat sich über die ganze Welt ausgebreitet. Schulen in den Niederlanden, England, Australien, Japan und anderen Ländern haben den Dalton-Plan übernommen. Die Helen Parkhurst-Ausstellung im Pepin County Museum zeichnet das Leben und Vermächtnis von Parkhurst nach. Es gibt eine „Helen Parkhurst Dalton School“ in Rotterdam und einen Parkhurst-Hörsaal an der UW-Stevens Point.